# Kiyotaka Izumi
Kiyotaka Izumi (Tokyo, 10 februari 1977) is een Japans pianist.
In 1995 voltooide hij zijn studies aan de Tokyo National University of Fine Arts and Music. In 1997 vertrok hij naar België en studeerde aan het Koninklijk Vlaams Conservatorium van Antwerpen onder de leiding van Levente Kende en Heidi Hendrickx, waar hij in 2002 met grootste onderscheiding afstudeerde. Nadien studeerde hij aan het Koninklijk Conservatorium van Brussel bij Bojan Vodenitsjarov. Izumi werd laureaat van verschillende internationale wedstrijden. Hij concerteerde als solist met diverse orkesten, waaronder het Belgian National Orchestra. Hij geeft regelmatig concerten op podia in België zoals Bozar in Brussel, deSingel in Antwerpen, de Bijloke in Gent en het Concertgebouw in Brugge. In het buitenland treedt hij oa. op in Nederland, Luxemburg, Duitsland, Italië, Engeland, Spanje, Zwitserland, Rusland, Thailand en Japan. Izumi heeft inmiddels 9 cd's op zijn naam met muziek van Chopin, Schumann, Mendelssohn, Grieg, Tsjaikovski, Durlet, Raick en Kennis. Kiyotaka Izumi is pianobegeleider aan het Koninklijk Vlaams Conservatorium van Antwerpen. Hij is ook leraar piano aan de Stedelijke Academie voor Muziek en Woord te Borgerhout en Willebroek. Hij geeft ook masterclasses in Rusland, Japan en Thailand.
Aan het Antwerpse conservatorium ontmoette hij pianiste Polina Chernova, met wie hij het Izumi Pianoduo vormde. In 2015 bracht het duo een eerste cd uit, met muziek voor twee piano's van Robert Schumann. In oktober 2020 gaven ze een concert in deSingel in Antwerpen dat uitgezonden werd door radiozender Klara.
Naast zijn solo- en kamermuziekactiviteiten werkt Kiyotaka ook in combinatie met andere kunstvormen en kunstenaren zoals acteur Dimitri Leue, beeldend kunstenaar Koen Brucke en journalist Marc Van de Looverbosch.